# Jan Norgaard
Jan Steinberg Norgaard (født 28. april 1950 på Frederiksberg) er en dansk officer.

## Karriere
Han er student fra Gentofte Statsskole 1970 og gennemførte Hærens Officersskole fra 1971 til 1975. Fra 1979 til 1980 var han på Førings- og Stabskursus I og fra 1982 til 1983 på Førings- og Stabskursus II. Fra 2001 til 2002 blev Norgaard videreuddannet på Nato Defense College i Rom.
Norgaard blev premierløjtnant 1975, kaptajn 1980, major 1987, oberstløjtnant 1991, oberst 1997 og generalmajor 2004. Fra 1971 til 1979 var han ved Danske Livregiment, hvor han var næstkommanderende ved Panserinfanterikompagni og Stabskompagni og kommandør for Stabskompagni. Fra 1980 til 1982 var han adjudant for chefen for Østre Landsdelskommando og var fra 1983 til 1985 næstkommanderende ved Personelsektionen under Østre Landsdelskommando. Fra 1985 til 1989 forrettede Norgaard stabstjeneste ved Hærstaben og blev i 1989 chef for Operationssektionen ved 2. Sjællandske Brigade, hvilket han var til 1991. Dernæst var han indtil 1993 chef for 1. Panserinfanteribataljon ved Danske Livregiment og blev så sektionschef ved Inspektionssektionen og Organisationssektionen under Forsvarskommandoen, hvor han var til 1996.
Han har været stabschef for Den Nordisk-Polske Brigade i Bosnien-Hercegovina i 1997, chef for Hjemmeværnsstaben 1997-2003, garnisonskommandant for Haderslev Kaserne i 2001 og chef for 3. Jyske Brigade 2000-02. Fra 2002 var Norgaard Assistant Chief of Staff Operations/Plans/CIMIC/Ingeneer, JHQ Centre og blev i 2003 Chief of Staff ved International Security Assistance Force i Afghanistan. Fra 1. august 2004 til 2010 har han været chef for Hjemmeværnet. Han er nu sekretariatschef for InterForce, som et er samarbejde mellem Forsvaret og private virksomheder.

## Dekorationer
Han er Kommandør af 1. grad af Dannebrogordenen og bærer Hjemmeværnets Fortjensttegn, Hæderstegnet for god tjeneste ved Hæren, Reserveofficersforeningens Hæderstegn, Civilforsvarsforbundets Hæderstegn og NATO-medaljen.